# Mount Rainier Volcano Lahar Warning System

Karte der gefährdeten Gebiete am Mount Rainier

Das Mount Rainier Volcano Lahar Warning System (dt. etwa „Lahar-Warnsystem am Mount Rainier“) besteht aus zwei separaten Komponenten, die nacheinander ausgeführt werden: aus den Acoustic Flow Monitors (AFM) (einer Art Geräuschüberwachung) und den Sirenen des All Hazard Alert Broadcast (AHAB). Das AFM-System wurde 1998 von der United States Geological Survey (USGS) entwickelt und wird heute vom Pierce County Emergency Management betrieben, das auch die Sirenen betreibt. Der Zweck des Warnsystems ist die Unterstützung der Evakuierung der Bevölkerung in den Flusstälern rund um den Mount Rainier im Falle des Auftretens eines Lahars. Das Pierce County arbeitet partnerschaftlich mit der USGS, dem Pacific Northwest Seismic Network (PNSN) (seismisches Netzwerk des Pazifischen Nordwestens), der Emergency Management Division des Washington Military Department und South Sound 911 zusammen, um das System zu überwachen und zu betreiben.

## Geschichte

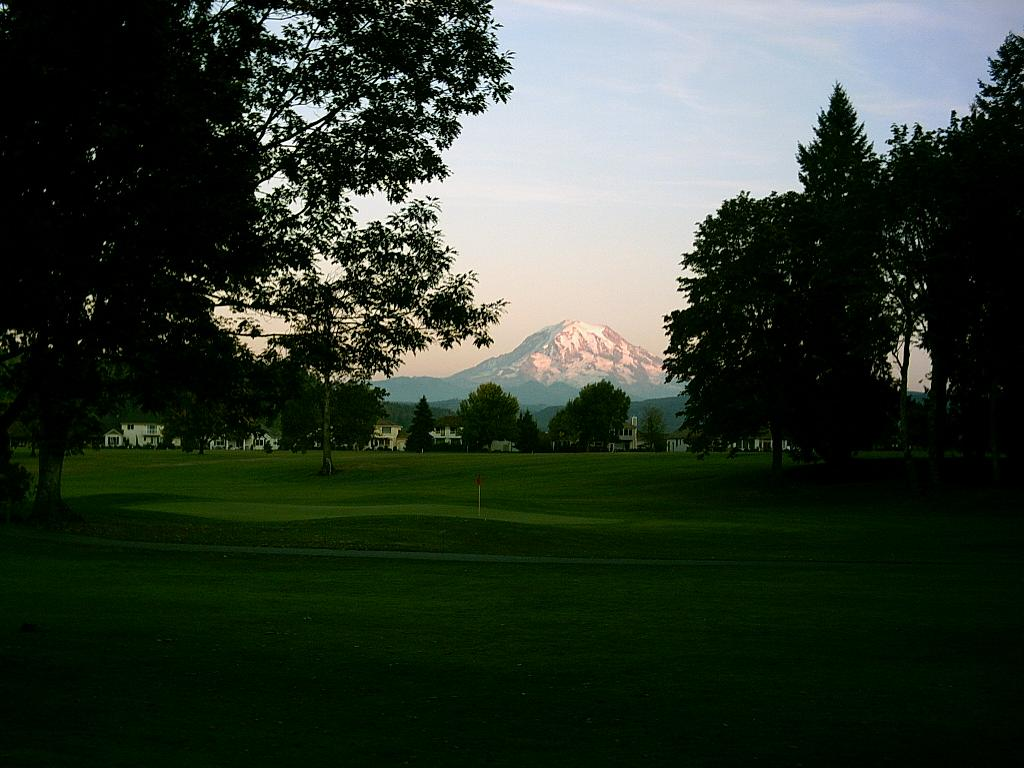
Mount Rainier vom High Cedars Golf Course in Orting am Carbon River aus gesehen

Der Mount Rainier ist ein aktiver Vulkan im US-Bundesstaat Washington. Es gibt rund um den Gipfel durch sogenannte Lahare (vulkanische Erdrutsche) verschüttete Abschnitte von Flusstälern. Für das Puyallup River Valley besteht das größte Risiko. Zehntausende Menschen wohnen in Gebieten, die weniger als 40 Minuten bis maximal 3 Stunden Zeit haben, sich im Falle der Entdeckung eines größeren Lahars in Sicherheit zu bringen. Das System muss so robust sein, die Warnungen sofort und umfangreich herausgeben zu können; die Menschen in den Abflusswegen der Lahare werden geschult, wie sie auf die Warnungen reagieren und vorbeugende Maßnahmen ergreifen können.
Geologen halten den Mount Rainier für den gefährlichsten Berg in den Vereinigten Staaten. Die USGS schätzte im Oktober 2006 die Chance auf den Abgang eines katastrophalen Lahars am Mount Rainier in den folgenden 75 Jahren auf 1:7.
Das Pierce County Emergency Management und die USGS haben Pläne gemacht, die AFM-Technologie weiterzuentwickeln und die Sirenen weiter zu verteilen. Sie arbeiten seit 2017 an einem mehrjährigen Projekt, das System zu verbessern.

## Bestandteile

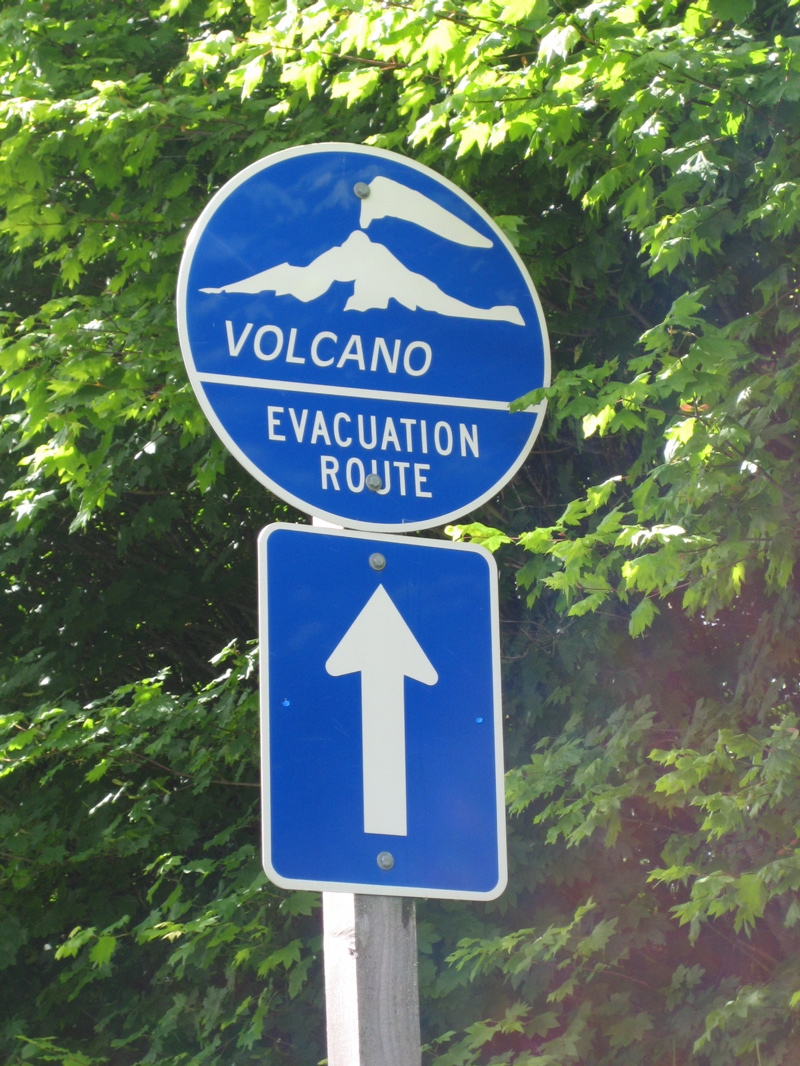
Eines der vielen Hinweisschilder an der Evakuierungs-Route für Vulkanausbrüche oder Lahare rund um den Mt. Rainier

Acoustic Flow Monitors (AFM): Ein automatisiertes System entdeckt Lahare durch den Einsatz eines Netzwerks kleiner Sensoren, die Acoustic Flow Monitors (AFM) genannt werden. Diese Sensoren sind im Untergrund verankert, um Vibrationen durch vorbeiströmende Lahare zu messen. Computergesteuerte Basisstationen im Washington State Emergency Operations Center (EOC) analysieren die Signale der Feldsensoren pausenlos. Bei Entdeckung eines Lahars alarmiert der Computer rund um die Uhr besetzte lokale Notfall-Beobachtungs- und Alarmierungs-Zentren, welche die Warn-Komponente des Systems in Gang setzt. Warnmeldungen lösen unmittelbar vorbereitete Notfallreaktionspläne aus.
All Hazard Alert Broadcast (AHAB) Sirenen: Die Mount Rainier Lahar-Sirenen sind Teil eines allgemeinen Notfallkommunikationssystems im Pierce County. Der Fokus der Sirenen liegt in der Warnung der Einwohner im Puyallup River Valley vor einer notwendigen Evakuierung wegen einer Vulkankatastrophe, die vom Mount Rainier ausgeht. Bei vom Vulkan drohender Gefahr werden die Sirenen aktiviert. Die Einwohner werden angewiesen, den Talgrund zu räumen und höher gelegene Orte per Auto oder zu Fuß aufzusuchen. Die Sirenen werden mittags am ersten Montag jedes Monats getestet; sie heulen etwa fünf Minuten für den Test. Bei einem tatsächlichen Ereignis würden die Sirenen solange heulen, bis die Batterien leer sind oder sie zerstört werden.

## Ablauf der Alarmierung
- Die Emergency Management Division des Washington Military Department und South Sound 9-1-1 betreiben die AFM-Detektoren und sind für das Auslösen des Lahar-Alarms verantwortlich.[2]
- Einmal ausgelöst, wird der Alarm von TV- und Radiostationen wie dem NOAA Weather Radio gesendet. Mehr als zwei Dutzend Sirenen, die in Städten von Orting bis Tacoma (in dessen Hafen) verteilt sind, würden aktiviert.[6]
- Bewohner können über den Pierce County Alert[7] Warnmeldungen abonnieren. Dieser kostenlose Service erlaubt es Feuerwehren, der Polizei und anderen Akteuren, Notfallreaktionen zu behandeln und exakte aktuelle Informationen zu versenden.[6]

## Reflexion in den Medien
- Eine Episode der Serie Mega Disasters des History Channel von 2006 mit dem Titel „American Volcano“ handelte von den Auswirkungen eines katastrophalen Lahars im Gefolge einer Eruption des Mount Rainier.
- Eine Episode der Serie It Could Happen Tomorrow des Fernsehsenders The Weather Channel diskutierte, was passierte, wenn der Mount Rainier ausbräche und einen Lahar verursachte.